# Нурдстрём, Ларс-Оке
Ларс-О́ке «Ла́рса» Нурдстрём (швед. Lars-Åke "Larsa" Nordström; 23 июля 1960 — 26 февраля 2009) — шведский кёрлингист и тренер по кёрлингу
В составе мужской сборной команды Швеции участник и призёр чемпионатов мира и Европы. Чемпион Швеции среди мужчин (1996) и среди смешанных команд (1998).
Играл в основном на позиции четвёртого, несколько лет был скипом своей команды.
Как тренер мужской сборной Швеции участник зимних Олимпийских игр 2006, чемпионатов мира и Европы.
В 1998 введён в Зал славы шведского кёрлинга (швед. Stora Curlare).

## Достижения
- Чемпионат мира по кёрлингу среди мужчин: бронза (1990)
- Чемпионат Европы по кёрлингу: серебро (1996), бронза (1994).
- Чемпионат Швеции по кёрлингу среди мужчин: золото (1996).
- Чемпионат Швеции по кёрлингу среди смешанных команд: золото (1998).

## Команды
| Сезон                                          | Четвёртый           | Третий             | Второй          | Первый             | Запасной                                  | Турниры           |
| ---------------------------------------------- | ------------------- | ------------------ | --------------- | ------------------ | ----------------------------------------- | ----------------- |
| 1989—90                                        | Ларс-Оке Нурдстрём  | Кристер Эдлинг     | Педер Флемстрём | Петер Ненцен       | Андерс Йидлунд тренер: Стефан Хассельборг | ЧМ 1990           |
| 1991—92                                        | Per Hedén           | Ян Страндлунд      | Kenneth Rydén   | Jan Lundblad       | Ларс-Оке Нурдстрём                        | ЧЕ 1991 (4 место) |
| 1991—92                                        | Микаэль Хассельборг | Ханс Нурдин        | Ларс Вогберг    | Стефан Хассельборг | Ларс-Оке Нурдстрём                        | ЧМ 1992 (7 место) |
| 1994—95                                        | Микаэль Хассельборг | Ханс Нурдин        | Ларс Вогберг    | Стефан Хассельборг | Ларс-Оке Нурдстрём тренер: Ян Страндлунд  | ЧЕ 1994           |
| 1995—96                                        | Ларс-Оке Нурдстрём  | Ян Страндлунд      | Эрьян Юнссон    | Owe Ljungdahl      |                                           | ЧШМ 1996          |
| 1995—96                                        | Микаэль Хассельборг | Стефан Хассельборг | Ханс Нурдин     | Петер Эрикссон     | Ларс-Оке Нурдстрём                        | ЧМ 1996 (5 место) |
| 1996—97                                        | Ларс-Оке Нурдстрём  | Ян Страндлунд      | Эрьян Юнссон    | Owe Ljungdahl      | Ханс Нурдин тренер: Стефан Хассельборг    | ЧЕ 1996           |
| Кёрлинг среди смешанных команд (mixed curling) |                     |                    |                 |                    |                                           |                   |
| 1998                                           | Ларс-Оке Нурдстрём  | Katarina Öberg     | Hans Öberg      | Cilla Ingelsson    |                                           | ЧШСК 1998         |

(скипы выделены полужирным шрифтом)

## Результаты как тренера национальных сборных
| Год  | Турнир                                        | Сборная              | Место |
| ---- | --------------------------------------------- | -------------------- | ----- |
| 2000 | Чемпионат мира по кёрлингу среди юниоров 2000 | Швеция (юниоры жен.) | 1     |
| 2001 | Чемпионат мира по кёрлингу среди юниоров 2001 | Швеция (юниоры жен.) | 2     |
| 2002 | Чемпионат мира по кёрлингу среди юниоров 2002 | Швеция (юниоры жен.) | 2     |
| 2002 | Чемпионат Европы по кёрлингу 2002             | Швеция (мужчины)     | 2     |
| 2003 | Чемпионат Европы по кёрлингу 2003             | Швеция (мужчины)     | 2     |
| 2004 | Чемпионат мира по кёрлингу среди мужчин 2004  | Швеция (мужчины)     | 1     |
| 2004 | Чемпионат Европы по кёрлингу 2004             | Швеция (мужчины)     | 2     |
| 2005 | Чемпионат Европы по кёрлингу 2005             | Швеция (мужчины)     | 2     |
| 2006 | Зимние Олимпийские игры 2006                  | Швеция (мужчины)     | 8     |